# Särkisaari (ö i Lappland, Östra Lappland, lat 66,03, long 28,57)
Särkisaari är en ö i Finland. Den ligger i sjön Yli-Kitka och i kommunen Posio i den ekonomiska regionen  Östra Lapplands ekonomiska region  och landskapet Lappland, i den nordöstra delen av landet, 700 km norr om huvudstaden Helsingfors. Öns area är 3,6 hektar och dess största längd är 320 meter i öst-västlig riktning.